# Koolzwammot
De koolzwammot (Apomyelois bistriatella) is een vlinder uit de familie snuitmotten (Pyralidae). De wetenschappelijke naam is voor het eerst geldig gepubliceerd in 1887 door Hulst.
De soort komt voor in Europa.